# Vol 5017 d'Air Algérie
El vol 5017 d'Air Algérie (codis: AH5017/DAH5017) del 24 de juliol de 2014 va ser un vol internacional regular de passatgers operat per un avió McDonnell Douglas model MD-83 propietat de la companyia espanyola Swiftair que es va estavellar a la regió del Sahel (Mali) sense que hi hagués cap supervivent entre els 116 ocupants. El vol es va enlairar a les 1:17 hores de l'aeroport d'Ouagadougou amb destinació a l'aeroport Internacional Houari Boumedienne (Alger) i va desaparèixer del radar al cap de 50 minuts.
Aquest va ser el tercer accident d'aviació general amb un avió comercial afectat en un lapse d'una setmana, després del vol 17 de Malaysia Airlines que fou abatut a Ucraïna el 17 de juliol de 2014, i l'accident del vol 222 de TransÀsia Airways el 23 de juliol de 2014.

## Desenvolupament
El vol era operat per la companyia Swiftair, amb seu a Madrid, per encàrrec d'Air Algérie i feia la ruta entre la capital de Burkina Faso, Ouagadougou i Alger, amb una durada estimada de 4 hores. Va sortir de l'Aeroport d'Ouagadougou i es preveia que el dijous 24 de juliol a primera hora aterrés a Alger. Es va perdre el contacte amb l'aeronau 50 minuts després de l'enlairament, prop de la zona de Gao, on convergeixen les fronteres de Burkina Faso, Mali i el Níger. Poques hores després Reuters va confirmar que l'avió s'havia estavellat.

## Causes de l'accident
Autoritats d'aviació, com l'Administració Federal d'Aviació (FAA) van realitzar recomanacions pels avions que volessin sobre Mali, a causa dels potencials perills arran dels conflictes locals. Entre els potencials perills destacats per la FAA incloïen míssils antiaeris, coets i granades propulsades per coets. El ministre de transport francès, Frédéric Cuvillier, va afirmar que l'avió havia desaparegut degut al conflicte al nord de Mali. Encara que s'ha assenyalat que els grups insurgents malians no tenen l'equip militar suficient per abatre un avió. Per la seva banda, meteoròlegs francesos van predir fortes tempestes a la zona.
Segons autoritats de l'aerolínia, la causa més probable de l'accident va ser el mal temps a la regió del nord de Mali, a causa de les fortes tempestes de la nit del 23 de juliol a la regió del Sahel. Un controlador aeri de Mali va confirmar la presència de «fortes tempestes» durant aquella nit. La missió de les Nacions Unides al nord de Mali (MINUSMA) també va confirmar que es van produir tempestes de sorra que van dificultar la visibilitat en tota la regió.
El dia 28 de juliol de 2014 es va saber que la tripulació va demanar de tornar a Burkina Faso després de demanar desviar la seva trajectòria a causa del mal temps.
L'abril del 2016 es va saber que l'informe preliminar dels pèrits de l'oficina d'investigació i anàlisis francesa deia que l'accident va ser causat per l'oblit dels pilots d'activar el sistema de descongelació de les sondes de pressió, el que va provocar que s'enviàs informació errònia al pilot automàtic.

## Passatgers i tripulació
Dins de l'aparell viatjaven un total de 116 de persones. Dels 6 membres de la tripulació, 2 eren mallorquins, una era la primera oficial Isabel Gost de Sa Pobla i l'altre era Agustín Comerón d'Extremadura, però resident a Sa Cabaneta, Marratxí. Entre els passatges, la gran majoria eren de nacionalitat francesa. També hi volaven 24 burkinesos, 8 libanesos, 6 algerians, 5 canadencs i 4 alemanys, segons va informar la companyia aèria.
| País         | Passatgers | Tripulació | Total |
| ------------ | ---------- | ---------- | ----- |
| França       | 50         | 0          | 50    |
| Espanya      | 0          | 6          | 6     |
| Burkina Faso | 24         | 0          | 24    |
| Líban        | 8-10       | 0          | 8-10  |
| Algèria      | 4          | 0          | 4     |
| Luxemburg    | 2          | 0          | 2     |
| Bèlgica      | 1          | 0          | 1     |
| Suïssa       | 1          | 0          | 1     |
| Nigèria      | 1          | 0          | 1     |
| Cambodja     | 1          | 0          | 1     |
| Ucraïna      | 1          | 0          | 1     |
| Romania      | 1          | 0          | 1     |
| Total        | 110        | 6          | 116   |